# 小新井涼
小新井 涼（こあらい りょう、1989年4月10日 - ）は、日本のアニメコラムニスト、コメンテーター、アニメメディアプランナー、アニメウォッチャー。女性。KDエンタテインメント所属。明治大学大学院情報コミュニケーション研究科博士前期課程修了、修士（情報コミュニケーション学）。修士論文のテーマは「ネットワークとしての〈アニメ〉」。2025年3月に北海道大学大学院国際広報メディア・観光学院で博士号（観光学）を取得。博士論文のタイトルは「ポップカルチャーのファンによる越境的・メディア横断的・次元超越的な移動に関する研究―応援上映に参加する『キンプリ』ファンの実践を事例に―」。現在は北海道大学観光学高等研究センターで研究員として活動中。

## 人物
- アニメコラムの執筆やMC業、アニメバラエティ番組へコメンテーターとして出演をする傍ら、アニメ情報の監修などで番組制作にも参加している[6]。
- アニメを学術的に研究するため、2015年度より明治大学大学院情報コミュニケーション研究科に入学、2017年に修士号（情報コミュニケーション学）を取得し卒業。2017年度からは、北海道大学大学院国際広報メディア・観光学院博士課程に在学中。
- フィールドワークの一環として、2012年10月より毎週放送中のアニメ（約100本前後）を全視聴し、感想をブログに投稿するということを続けている[7]。
- これまでアニメ視聴に10000時間以上を費やす。現在は1日のうち、睡眠時以外は視聴を含めほぼアニメ関係のフィールドワークに費やしている。
- 応援上演が生み出すツーリズムの研究を行っており、国際学会での発表も行っている[8]。2022年11月30日をもって三木プロダクションを離れ[9]、同年12月1日よりKDエンタテインメントの所属となった[10]。
- 好きなアニメは『プリティーリズム・レインボーライブ』。

## 経歴
- アニメコラム「小新井涼のアニメが主食！」(WebNewtype : 2015年6月- 2016年6月)[11]
- 埼玉県アニメ聖地化プロジェクト会議（埼玉県主催）アドバイザー[12]
- 北海道大学オープンアクセス学術誌「国際ウェブジャーナル」（IJCT）国際アドバイザリー委員会委員[13]
- テレビアニメ「サクラクエスト」と共に地域振興を考える「間野山研究学会」発起人・理事[14]
- 北海道・札幌市政策研究みらい会議主催「アニメツーリズムと聖地巡礼～最新理論と地域での実践～」（札幌市役所：2018年2月16日）、「アニメ・マンガコンテンツを活用したイベントの課題と可能性」（北海道庁旧本庁舎赤れんが：2018年3月2日）[15]
- 北海道浜中町「ルパン三世による地域活性化事業諮問委員会」委員（2017年度）[16]
- 北海道浜中町「モンキー・パンチ＆ルパン三世de地域活性化プロジェクト 」アドバイザー[17]
- SSA札幌アニメ・声優専門学校　講師就任(2019年10月2日-)[18]
- 動画配信サービス比較情報.com aukana　レコメンダ―就任「小新井涼が選ぶ！泣けるアニメTOP10!」掲載[19]
- 「みんなのランキング」専門家・著名人ユーザーとして参加[20]
- クランチロール・アニメアワードに審査員として参加[21]
- 声優アワードに選考委員として参加、授賞式にもプレゼンターとして参加[22]

## 著作

### 単著
- 『鬼滅フィーバーはなぜ起こったか？ データで読み解くヒットの理由』impress QuickBooks、2020年。ASIN B08R5R7J76

## 出演

### テレビ
- あにむす!（テレビ東京：2015年5月14日・5月21日・6月4日・6月11日放送回）スタジオゲスト
- 浪川大輔とアニメサポヲタ倶楽部ww（NOTTV：2015年11月12日 - ）コメンテーター
- 中居正広のニュースな会（テレビ朝日：2020年1月18日）[23]
- サンデーステーション（テレビ朝日：2020年2月16日）コメント出演[24]
- Live News it!（フジテレビ：2020年2月24日）[25]
- 今日ドキッ!（北海道放送：2020年７月３日）[26]
- 中居正広のニュースな会 解説紹介（テレビ朝日：2020年10月24日）[27]

### ラジオ
- 本気!アニラブ（文化放送超!A&G+：2012年10月1日 - 2013年9月20日）第1期・第2期パーソナリティ
- ONE MORNING（TOKYO FM・JFNC：2020年2月12日・13日）[28]
- High! MORNING!月1回レギュラー出演中（名古屋 ZIP-FM：2020年3月17日）[29]

### 新聞・雑誌・Web
- MANTANWEB「アニメコラム」月1掲載(毎日新聞デジタルまんたんウェブ : 2014年5月-現在連載中)[30]
- Yahoo!ニュース個人 オーサー就任、毎月記事掲載中(Yahoo!JAPAN : 2019年7月18日-)[31]
- 現代ビジネスオンライン　寄稿開始、月1掲載中(2020年2月16日-)[32]
- 朝日新聞デジタル「鬼滅の刃、1～18位独占　ジャンプなのに「朝ドラ」」（2020年2月13日）[33]
- 朝日新聞「鬼滅の刃、ジャンプ漫画の新境地　オリコン週間ランキング１～１８位独占」（2020年2月18日朝刊）[34]
- 朝日新聞出版「AERA」巻頭特集「メガヒットの条件」監修・コメント掲載（2020年3月9日発売号）[35]
- プレジデントオンライン「発行部数が1年半で16倍『鬼滅の刃』が愛される3つの理由 段階的にファンを増やして『尻上り』」[36]
- Business Journal「なぜ『鬼滅の刃』は4000万部越えの驚異的ヒットに？非マンガファンも虜にさせた秘密」コメント掲載[37]
- 文春オンライン「『鬼滅の刃』はなぜヒットしたのか……アニメ『犬夜叉』で振り返る、女性がどハマりする少年漫画“3つの共通点”」[38]
- 産経デジタル iRONNA「長寿化なくても納得できる『鬼滅の刃』のファン心理」[39]
- ダイヤモンドオンライン「『鬼滅の刃』のワンピースにないスゴさの秘密、漫画＆アニメビジネス最前線」コメント掲載[40]
- 夕刊フジ「映画公開3日間で興収46億円超え「鬼滅の刃」が日本経済救う？」コメント掲載（2020年10月20日）[41]

### インターネットテレビ
- 岩崎夏海のハックルテレビ（ニコニコ生放送：2013年10月21日 - ）
- あにみー（Ustream：2013年7月22日 - ）

### イベント
- AnimeJapan2014 アニメ「ガッチャマンクラウズ」トークイベント(東京ビッグサイト：2014年3月22日・3月23日)MC
- アニメ・マンガまつり in 埼玉2014「アニメの聖地サミットin埼玉」（大宮ソニックシティ国際会議室：2014年10月11日）
- AnimeJapan2015 アニメ「電波教師」放送直前イベント（東京ビッグサイト：2015年3月22日）MC
- TOYAKOマンガ・アニメフェスタ2015「北海道大学現代日本学プログラム公開授業」（2015年6月27日）
- 京都国際マンガ・アニメフェア2015 アニメ「電波教師」ステージイベント（京都市勧業館みやこめっせ：2015年9月19日）MC
- 立川あにきゃん2015 アニメ「ガッチャマン クラウズ インサイト」一挙見上映会&トークショー（2015年3月22日）MC
- AnimeJapan2016 「日テレアニメ 春のぶっ通し祭!～ステージ増し増しニコ生放送中～ 2日目」（東京ビッグサイト：2016年3月28日)MC
- ルパン三世フェスティバルin浜中町 「スペシャルステージ」（浜中町総合文化センター：2019年9月15日）MC[42]
- 「ちはやふる祭in神田明神」（神田明神文化交流館 令和の間：2019年12月28日）MC[43]

### 舞台
- ミュージカル らき☆すた≒おん☆すて（東京ドームシティシアターGロッソ：2012年9月20日 - 30日）黒井ななこ 役
- VISUALIVE『ペルソナ4』（サンシャイン劇場：2012年3月15日 - 3月20日）海老原あい 役
- 舞台ドリームクラブ 〜国民総ピュア化計画☆エブリディが週末!?〜（ラゾーナ川崎プラザソル：2013年8月16日 - 18日）あすか 役
- アリスインプロジェクト「おうちへ帰るまでが遠足です[44]」（池袋・シアターKASSAI：2014年7月9日 - 13日）松野駅長 役